# Laevilacunaria benetti
Laevilacunaria benetti is een slakkensoort uit de familie van de Littorinidae. De wetenschappelijke naam van de soort is voor het eerst geldig gepubliceerd in 1916 door Preston.